# Flammulina
Flammulina P. Karst. (płomiennica) – rodzaj grzybów z rodziny obrzękowcowatych (Physalacriaceae).

## Charakterystyka
Nadrzewne grzyby kapeluszowe o owocnikach wyrastających zwykle zimą lub wczesną wiosną. Grzyby saprotroficzne i pasożytnicze. Rozróżnienie ich gatunków jest trudne, kluczowe znaczenie ma morfologia występujących w ich skórce końcowych elementów zwanych iksohyfidami. Dopiero kombinacja cech ich morfologii i wymiarów zarodników umożliwia poprawną identyfikacje gatunków tych grzybów.

## Systematyka i nazewnictwo
Pozycja w klasyfikacji według Index Fungorum: Physalacriaceae, Agaricales, Agaricomycetidae, Agaricomycetes, Agaricomycotina, Basidiomycota, Fungi.
Takson utworzył w 1891 r. Petter Adolf Karsten. Synonimy łacińskie: Collybidium Earle, Myxocollybia Singer.
Polską nazwę zaproponował Władysław Wojewoda w 2003 r. W polskim piśmiennictwie mykologicznym gatunek ten opisywany był też jako bedłka, opieńki, kółkorodek, monetka, zimówka.
Gatunki występujące w Polsce:
- Flammulina elastica (Sacc.) Redhead & R.H. Petersen 1999[6]
- Flammulina fennae Bas 1983 – płomiennica letnia
- Flammulina ononidis Arnolds 1977[6] – płomiennica wyżlinowa[7]
- Flammulina populicola Redhead & R.H. Petersen 1999[6] – płomiennica topolowa[7]
- Flammulina velutipes (Curtis) Singer 1951 – płomiennica zimowa

Niektóre inne:
- Flammulina filiformis (Z.W. Ge, X.B. Liu & Zhu L. Yang) P.M. Wang, Y.C. Dai, E. Horak & Zhu L. Yang – grzyby enoki

Nazwy naukowe według Index Fungorum. Wykaz gatunków i nazwy polskie według Władysława Wojewody i innych.